# Nils Rosenqvist
Nils Ivan Rosenqvist, född 10 december 1939 i Västra Skrävlinge församling i Malmöhus län, är en svensk militär. 
Rosenqvist avlade studentexamen 1959. Han blev officer vid Södra skånska regementet 1962 och studerade vid Militärhögskolan 1971–1973. Rosenqvist blev major 1973, överstelöjtnant 1978, överste 1983 och överste av första graden 1988. Han var detalj- och avdelningschef vid Arméstaben 1975–1985 och studerade vid United States Army War College (USAWC) 1985–1986. Därefter var Rosenqvist brigadchef 1986–1988 och stabschef i Västra militärområdet 1988–1990. Han genomgick Försvarshögskolan 1989. Åren 1990–1994 var Rosenqvist chef för Östra arméfördelningen, och därefter chef för försvarets internrevision 1994–1997. Han var militärattaché vid ambassaden i Washington 1997–2000. 
Rosen var generalsekreterare för Frivilliga skytterörelsen 2000–2004. Han var mellan 2011-2016 ordförande i Militärsällskapet i Stockholm.
Rosenqvist är son till Ivan Rosenqvist och Elise, född Blomström. Han gifte sig 1964 med Gun-Britt Muhr, född 1938.